# Pachycephala jacquinoti
Sibilante-de-tonga ou assobiadeira-de-tonga (Pachycephala jacquinoti) é uma espécie de ave da família Pachycephalidae.
É endémica de Tonga.
Os seus habitats naturais são: florestas subtropicais ou tropicais húmidas de baixa altitude, pântanos subtropicais ou tropicais e regiões subtropicais ou tropicais húmidas de alta altitude.
Está ameaçada por perda de habitat.